# مليك زرقان
مليك زرقان لاعب كرة قدم جزائري كان يلعب مع نادي وفاق سطيف كوسط ميدان، حالياً هو مدرب نادي اتحاد سطيف وهو من مواليد 27 جوان 1965 بسطيف ،الجزائر ، من أصل جزائري ،وجنسية جزائرية ، مقيم بالجزائر بمدينة سطيف.

## نبذة عن مليك زرقان
بدايته مع كرة القدم كانت في نادي وفاق سطيف حيث أبان على مؤهلاته في جميع الفئات الصغرى للوفاق السطايفي .موسم (1984 -1985) كانت البداية الحقيقية لزرقان مع كرة القدم حيث تم ترقيته لصنف الأكابر وهو في السنة الثانية صنف الأواسط حيث لعب له مواسم من أحسن مما لعب في مشواره الكروي بفضل مؤهلاته الكروية نال معه ألقاب وكؤوس وطنية وإفريقية حيث لعب له من 1984 حتى 1989 و من 1993 حتى 2002 .سنة 1989 أمضى لنادي المونستير التونسي ولعب معه 3 مواسم ليعرج سنة 1992 عاد للجزائر وأمضى اتحاد سطيف ولعب له موسم واحد، سنة 1993 عاد للوفاق السطايفي وأنهى مشواره الكروي مع هذا النادي سنة 2002.
- حصل زرقان مع وفاق سطيف على عدة ألقاب وطنية وإفريقية ودولية أهمها كأس أفريقيا للأندية البطلة سنة 1988 و الكأس الأفرواسيوية ضد السد القطري سنة 1989 و البطولة الوطنية سنة 1987 و على كأس الجمهورية سنة 1989
- استدعي للفريق الوطني للعديد من المرات. أهمها الفوز بالكأس الأفرواسيوية ضد إيران سنة 1991.

ولقد انسحب مليك زرقان من صفوف «الخضر» أياما قبيل كأس أمم أفريقيا التي نظمتها الجزائر عام 1990 وذلك بعد مناوشات حدثت له مع اللاعب محي الدين مفتاح.
درب مليك زرقان عدة فرق أهمها وفاق سطيف، اتحاد سطيف،واتحاد بسكرة.

## روابط خارجية
- مليك زرقان على موقع قاعدة بيانات كرة القدم.إي يو (الإنجليزية)
- مليك زرقان على موقع ناشيونال فوتبول تيمز (الإنجليزية)
- مليك زرقان على موقع Soccerway.com (الإنجليزية)
- مليك زرقان على موقع كووورة